# Thericles
Thericles is een geslacht van rechtvleugeligen uit de familie Thericleidae. De wetenschappelijke naam van dit geslacht is voor het eerst geldig gepubliceerd in 1875 door Stål.

## Soorten
Het geslacht Thericles omvat de volgende soorten:
- Thericles asellus Miller, 1936
- Thericles consperus Karny, 1910
- Thericles degodea Kevan, 1954
- Thericles flavoangulatus Descamps, 1977
- Thericles maculipes Descamps, 1977
- Thericles miserabilis Descamps, 1977
- Thericles obtusifrons Stål, 1875
- Thericles vacca Karsch, 1896